# Bibiano Fernandes
Bibiano Fernandes (Manaus, 30 marzo 1980) è un atleta di arti marziali miste brasiliano.
Combatte nella divisione dei pesi gallo per l'organizzazione singaporiana ONE FC, nella quale è l'attuale campione di categoria dal 2013; in passato è stato il primo campione dei pesi piuma e l'unico campione dei pesi gallo nella promozione giapponese Dream.
Prima del suo ingresso nella Dream Fernandes è stato un campione di jiu jitsu brasiliano di livello internazionale, vincendo il campionato del mondo nel 2002 (per le cinture marroni), 2003, 2005 e 2006 (per le cinture nere).

## Carriera nel jiu jitsu brasiliano
Bibiano Fernandes vanta un florido curriculum nel jiu jitsu brasiliano a livello nazionale, continentale e mondiale, grazie ai successi realizzati nei tornei della International Brazilian Jiu-Jitsu Federation nella categoria fino ai 64 kg.
Cintura blu nel 1997, Fernandes conquista il titolo nazionale per i pari livello proprio quell'anno; l'anno successivo arrivò terzo al mondiale di BJJ per le cinture blu.
Passa alla cintura viola e nel 2001 diviene campione del Brasile anche in tale categoria.
L'anno successivo, nel 2002, bissa il successo nazionale, questa volta con la cintura marrone.
Conquista la cintura nera nel 2003, anno nel quale mette a segno la doppietta titolo nazionale-mondiale, vincendo entrambi.
Nel 2004, anno del suo esordio nelle arti marziali miste, Fernandes conquista il suo primo titolo panamericano, dovendosi però accontentare della medaglia d'argento al mondiale dello stesso anno.
La tanto attesa doppietta internazionale arriva nel 2005, con Fernandes che s'impone sia nel campionato panamericano, sia in quello mondiale.
Sarà campione delle Americhe anche nel 2006 e 2007 e campione del mondo nel 2006.

## Carriera nelle arti marziali miste

### Inizi
Il primo incontro da professionista di Fernandes è datato 23 ottobre 2004 ed è una vittoria in un evento organizzato dalla Jungle Fight, l'allora organizzazione di arti marziali miste più prestigiosa del Brasile.
Fernandes approda negli Stati Uniti nel 2006 per combattere l'incontro per il titolo dei pesi gallo per la King Of The Cage: l'avversario è Urijah Faber, futuro dominatore mondiale di categoria, e Fernandes perde il titolo per stop medico.
L'anno successivo si trasferisce in Giappone nella Hero's per affrontare Norifumi Yamamoto, ex K-1 e vincitore del torneo Hero's 2005 Lightweight Grand Prix: Fernandes subisce la sua seconda sconfitta consecutiva, questa volta ai punti.
Inizia nel 2008 la sua esperienza in Canada, dove si accaserà nel team Carlson Gracie Team Canada: qui combatte due incontri per la Raw Combat, vincendoli entrambi

### Dream
Fernandes passa alla prestigiosa organizzazione nipponica Dream nel 2009 per prendere parte al torneo Dream 2009 Featherweight World Grand Prix, che avrebbe decretato il campione Dream dei pesi piuma, titolo fino ad allora mai assegnato.
Fernandes esordisce con una vittoria per decisione unanime su Takafumi Otsuka.
Nei quarti di finale ha la meglio ai punti anche su Masakazu Imanari, ex campione Deep e Cage Rage ed esperto di sottomissioni.
La semifinale è un capolavoro, in quanto sottomette con un armbar in soli 42 secondi Joe Warren, campione del mondo di lotta greco-romana e futuro campione di categoria Bellator.
La finale contro lo street fighter Hiroyuki Takaya è molto più equilibrata, e Fernandes riesce ad ottenere una vittoria non unanime, divenendo il primo campione dei pesi piuma nella storia della Dream.
Nel 2010 sarà chiamato a difendere il titolo dall'ex campione dei pesi leggeri Dream Joachim Hansen, riuscendoci ancora una volta con una striminzita vittoria con due giudici di gara su tre a favore del brasiliano.
Al Dynamite!! 2010, evento organizzato per la notte di San Silvestro dalla Dream, Fernandes non riuscirà a bissare la difesa del titolo cedendo alla voglia di riscossa di Hiroyuki Takaya, che porta a casa la cintura con una vittoria unanime ai punti.
Nel 2011 la Dream istituisce per la prima volta il titolo dei pesi gallo, messo in palio come di consueto con un torneo ad eliminazione diretta; Fernandes decide di tornare alla sua originaria categoria di peso, prendendo parte al torneo ad otto.
Nei quarti di finale come nel 2010 affronta Takafumi Otsuka, e lo sconfigge ancora, questa volta sottomettendolo con uno strangolamento in meno di un minuto.
In semifinale vince ai punti contro il connazionale Rodolfo Marques.
La finalissima per il titolo non si preannuncia facile contro l'espertissimo Antonio Banuelos, ex lottatore WEC e UFC: Fernandes riesce invece ad imporsi per KO in un minuto e 21 secondi, vincendo la sua seconda cintura nell'organizzazione Dream e tornando ad essere un campione in carica.
Al tempo Fernandes era uno dei pochi pesi gallo ad essere considerato unanimemente un top 10 e a non combattere per una delle organizzazioni della Zuffa come UFC e Strikeforce.

### ONE Fighting Championship
A causa del temporaneo fallimento della Dream avvenuto nel giugno 2012 la promozione statunitense UFC, nota al tempo per essere la più importante lega al mondo per le arti marziali miste, approfittò della situazione e offrì un contratto a Fernandes.
Girarono subito voci di un esordio programmato per il 21 luglio 2012 nell'evento UFC 149: Faber vs. Barão contro Roland Delorme, ma il brasiliano rifiutò l'offerta economica fattagli da Dana White per accettare la migliore proposta messa sul piatto dalla neonata organizzazione singaporiana ONE FC, che al tempo voleva imporsi come la nuova promozione di riferimento delle MMA asiatiche.
Esordì nel main match dell'evento One FC 5 - Pride of a Nation contro l'australiano Gustavo Falciroli vincendo ai punti.
Lo stesso anno la Dream viene rifinanziata e organizza un evento per il 31 dicembre al quale Fernandes prende parte: qui ha la meglio su Yoshiro Maeda, campione della promozione Deep, sottomettendolo con uno strangolamento durante il primo round.
Nel maggio 2013 Fernandes viene scelto come contendente al titolo ad interim dei pesi gallo della promozione ONE FC, in quanto l'allora campione indiscusso Kim Soo-Chul era fuori gioco per infortunio: Fernandes domina per cinque round l'ex campione Shooto Koetsu Okazaki, divenendo il campione ad interim.
Nell'ottobre dello stesso anno affronta il campione in carica Kim Soo-Chul, vincendo ai punti dopo cinque combattuti round e divenendo quindi il nuovo campione indiscusso della promozione singaporiana ed il primo campione non asiatico della stessa.
Nel maggio del 2014 difese con successo la cintura di campione contro il vincitore del torneo ONE FC Bantamweight Grand Prix ed ex campione Shooto Masakatsu Ueda.
Lo stesso anno difende il titolo per la seconda volta contro l'imbattuto Kim Dae-Hwan, tornando a vincere per sottomissione.

### Risultati nelle arti marziali miste
| Risultato | Record | Avversario        | Metodo                           | Evento                                               | Data              | Round | Tempo | Città              | Note                                                                                |
| --------- | ------ | ----------------- | -------------------------------- | ---------------------------------------------------- | ----------------- | ----- | ----- | ------------------ | ----------------------------------------------------------------------------------- |
| Vittoria  | 17-3   | Kim Dae-Hwan      | Sottomissione (rear naked choke) | ONE FC 23: Warrior's Way                             | 5 dicembre 2014   | 2     | 1:16  | Manila, Filippine  | Difende il titolo dei Pesi Gallo ONE FC                                             |
| Vittoria  | 16-3   | Masakatsu Ueda    | Decisione (unanime)              | ONE FC 15: Rise of Heroes                            | 2 maggio 2014     | 5     | 5:00  | Manila, Filippine  | Difende il titolo dei Pesi Gallo ONE FC                                             |
| Vittoria  | 15-3   | Kim Soo-Chul      | Decisione (unanime)              | ONE FC 11: Total Domination                          | 18 ottobre 2013   | 5     | 5:00  | Singapore          | Vince il titolo dei Pesi Gallo ONE FC                                               |
| Vittoria  | 14-3   | Koetsu Okazaki    | Decisione (unanime)              | ONE FC 9: Rise to Power                              | 31 maggio 2013    | 5     | 5:00  | Pasay, Filippine   | Vince il titolo dei Pesi Gallo ONE FC ad Interim                                    |
| Vittoria  | 13-3   | Yoshiro Maeda     | Sottomissione (triangolo)        | Dream 18: Special NYE 2012                           | 31 dicembre 2012  | 1     | 1:46  | Saitama, Giappone  |                                                                                     |
| Vittoria  | 12-3   | Gustavo Falciroli | Decisione (unanime)              | ONE FC 5: Pride of a Nation                          | 31 agosto 2012    | 3     | 5:00  | Quezon, Filippine  | Debutto in ONE FC                                                                   |
| Vittoria  | 11–3   | Antonio Banuelos  | KO Tecnico (pugni)               | Fight For Japan: Genki Desu Ka Omisoka 2011          | 31 dicembre 2011  | 1     | 1:21  | Saitama, Giappone  | Vince il Dream 2011 Bantamweight World Grand Prix e il titolo dei Pesi Gallo Dream  |
| Vittoria  | 10–3   | Rodolfo Marques   | Decisione (unanime)              | Fight For Japan: Genki Desu Ka Omisoka 2011          | 31 dicembre 2011  | 2     | 5:00  | Saitama, Giappone  | Dream 2011 Bantamweight World Grand Prix, Semifinale                                |
| Vittoria  | 9–3    | Takafumi Otsuka   | Sottomissione (rear naked choke) | Dream 17                                             | 24 settembre 2011 | 1     | 0:41  | Saitama, Giappone  | Dream 2011 Bantamweight World Grand Prix, Quarti di finale                          |
| Sconfitta | 8–3    | Hiroyuki Takaya   | Decisione (unanime)              | Dynamite!! 2010                                      | 31 dicembre 2010  | 3     | 5:00  | Saitama, Giappone  | Perde il titolo dei Pesi Piuma Dream                                                |
| Vittoria  | 8–2    | Joachim Hansen    | Decisione (non unanime)          | Dream 13                                             | 22 marzo 2010     | 2     | 5:00  | Yokohama, Giappone | Difende il titolo dei Pesi Piuma Dream                                              |
| Vittoria  | 7–2    | Hiroyuki Takaya   | Decisione (non unanime)          | Dream 11: Feather Weight Grand Prix 2009 Final Round | 6 ottobre 2009    | 2     | 5:00  | Yokohama, Giappone | Vince il Dream 2009 Featherweight World Grand Prix e il titolo dei Pesi Piuma Dream |
| Vittoria  | 6–2    | Joe Warren        | Sottomissione (armbar)           | Dream 11: Feather Weight Grand Prix 2009 Final Round | 6 ottobre 2009    | 1     | 0:42  | Yokohama, Giappone | Dream 2009 Featherweight World Grand Prix, Semifinale                               |
| Vittoria  | 5–2    | Masakazu Imanari  | Decisione (unanime)              | Dream.9: Feather Weight Grand Prix 2009 Second Round | 26 maggio 2009    | 2     | 5:00  | Yokohama, Giappone | Dream 2009 Featherweight World Grand Prix, Quarti di finale                         |
| Vittoria  | 4–2    | Takafumi Otsuka   | Decisione (unanime)              | Dream.7: Feather Weight Grandprix 2009 1st Round     | 8 marzo 2009      | 2     | 5:00  | Saitama, Giappone  | Dream 2009 Featherweight World Grand Prix, Primo turno                              |
| Vittoria  | 3–2    | Len Tam           | Sottomissione (triangolo)        | Raw Combat: Redemption                               | 25 ottobre 2008   | 1     | 0:58  | Calgary, Canada    |                                                                                     |
| Vittoria  | 2–2    | Juan Barrantes    | Decisione (unanime)              | Raw Combat: Resurrection                             | 20 giugno 2008    | 3     | 5:00  | Calgary, Canada    |                                                                                     |
| Sconfitta | 1–2    | Norifumi Yamamoto | Decisione (unanime)              | Hero's 10                                            | 17 settembre 2007 | 3     | 5:00  | Kanagawa, Giappone |                                                                                     |
| Sconfitta | 1–1    | Urijah Faber      | KO Tecnico (stop medico)         | KOTC: All Stars                                      | 28 ottobre 2006   | 1     | 4:16  | Reno, Stati Uniti  | Per il titolo dei Pesi Gallo KOTC                                                   |
| Vittoria  | 1–0    | Luis Figueroa     | Sottomissione (rear naked choke) | Jungle Fight 3                                       | 23 ottobre 2004   | 1     | 0:31  | Manaus, Brasile    |                                                                                     |